# غاري برينت
غاري برينت (13 يناير 1976 في زيمبابوي - ) (بالإنجليزية: Gary Brent)‏ هو لاعب كريكت زيمبابوي. شارك في دورة ألعاب الكومنولث 1998. ولعب مع منتخب زمبابوي للكريكت.

## وصلات خارجية
- غاري برينت على موقع إي آس بي آن كريك إنفو (الإنجليزية)